# Despre morți numai de bine
Despre morți numai de bine este un film românesc din 2005 regizat de Claudiu Romilă. Rolurile principale au fost interpretate de actorii Crenguța Hariton, Ștefan Sileanu, Tomi Cristin.

## Distribuție
Distribuția filmului este alcătuită din:
- Ion Siminie
- Viorel Comănici
- Crenguța Hariton — Pia Zilieru
- Tomi Cristin — Gelu Mailat
- Anda Caropol
- Vitalie Bantaș
- Ștefan Sileanu — Panait
- Sorin Cociș
- Victoria Cociaș
- Eusebiu Ștefănescu
- Lavinia Munteanu
- Bogdan Vodă

## Primire
Filmul a fost vizionat de 804 spectatori de spectatori în cinematografele din România, după cum atestă o situație a numărului de spectatori înregistrat de filmele românești de la data premierei și până la data de 31 decembrie 2014 alcătuită de Centrul Național al Cinematografiei.